# 嘉義客運朴子站

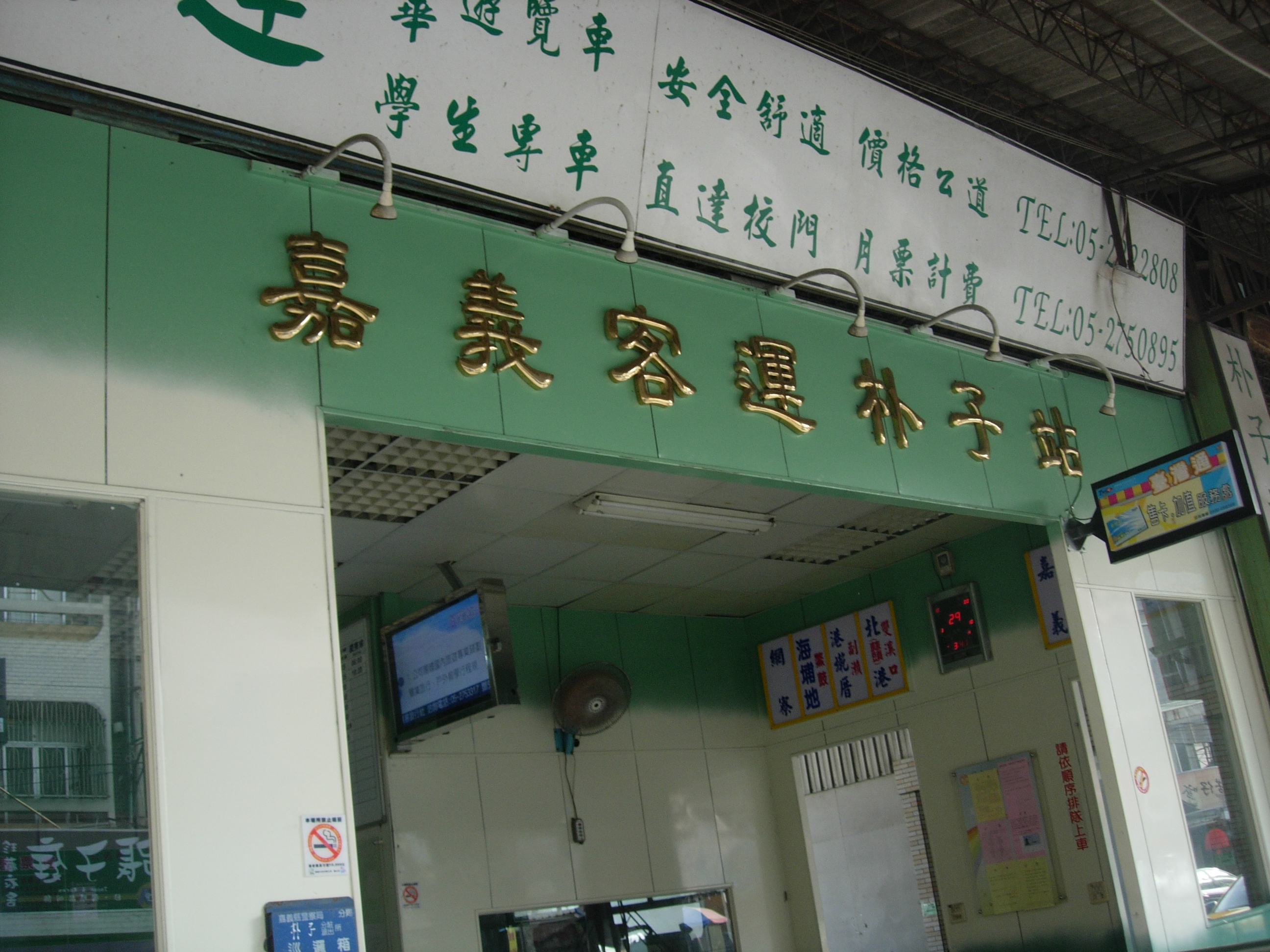

嘉義客運朴子站是嘉義客運設於嘉義縣朴子市山通路59號的車站。
本站可連接中山站、北港站兩主要車站，也是服務嘉義縣海線地區的主要車站，可由此前往嘉義市、嘉義縣水上鄉、太保市、六腳鄉、東石鄉、布袋鎮、雲林縣北港鎮等地，是嘉義海線地區最重要的客運車站，前身為朴子／嘉義海線地區（當初稱為東石郡，郡治設在朴子）之在地客運業者「東石自動車株式會社」之營業場站，創辦人為黃媽典。車站所在地為朴子市最主要商業區，嘉義縣地王即位於車站斜對面，民國109年7月1日已搬遷至朴子轉運站，現址則改為商場。
除了嘉義客運公路客運路線，本站也提供統聯客運國道客運之旅客使用。

## 沿革
緣源日治時期昭和五年（1930年）鄉紳許茂元等倡議設貨運部。越歲增設客運業闢東石、北港、南靖（鹿草）諸線，客東石自動車株式會社，以黃媽典為創辦人兼社長。廿二年合併慶源自動車會社增駛嘉義線；廿六年依政策更將嘉義自動車會社合併，仍稱東石自動車株式會社。中華民國接管臺灣後改組為嘉義汽車客運股份有限公司，並設朴子辦事處後改稱朴子站以迄如今。

## 場站介紹
朴子站站體顏色為綠白雙色，一處候車室位於大廳。站體後方為停車場，市西路有一通道前往停車場及月台。

## 月台

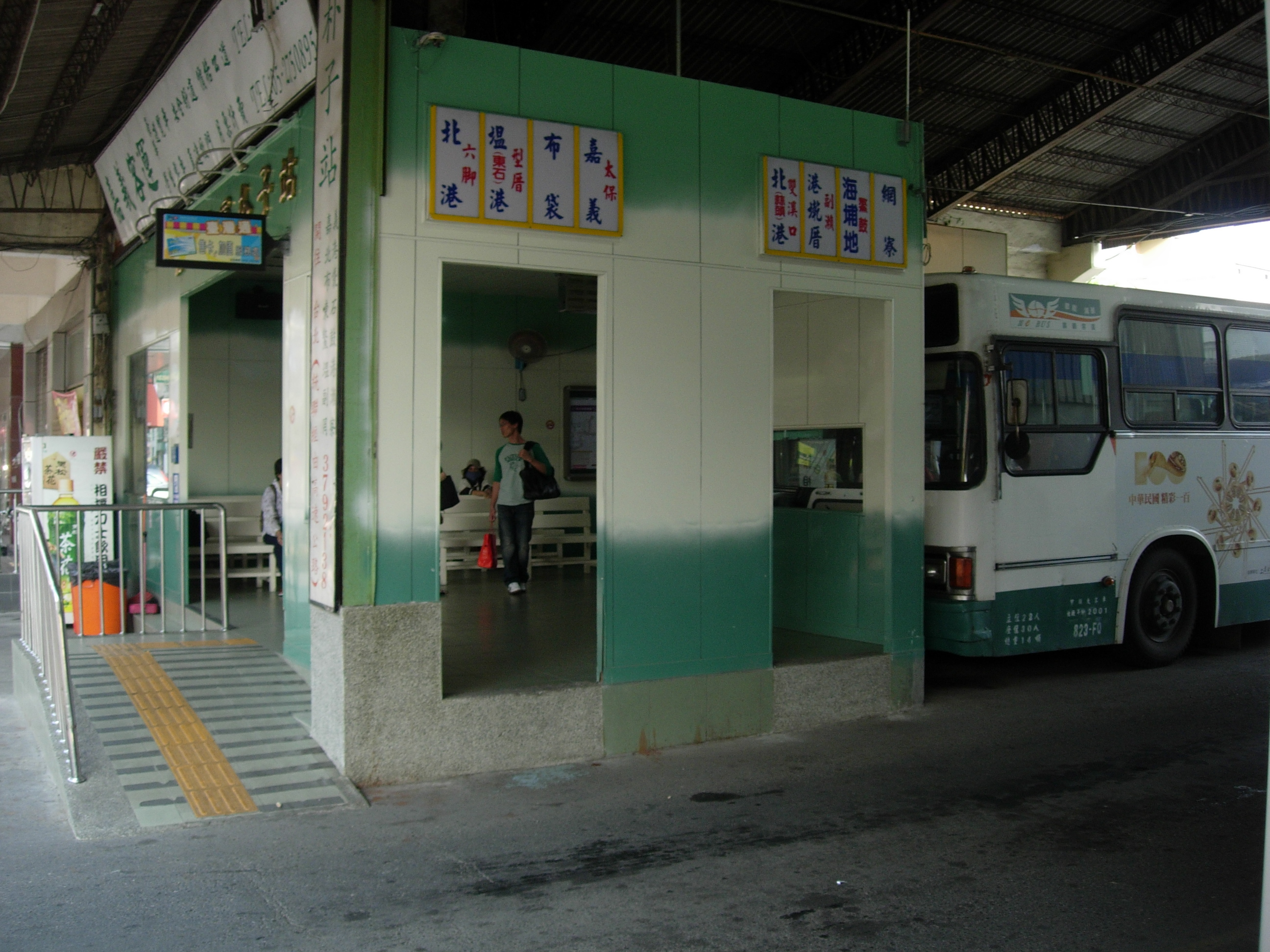
朴子站月台

嘉義客運朴子站所有的月台有兩個乘車入口，月台指示牌如下：

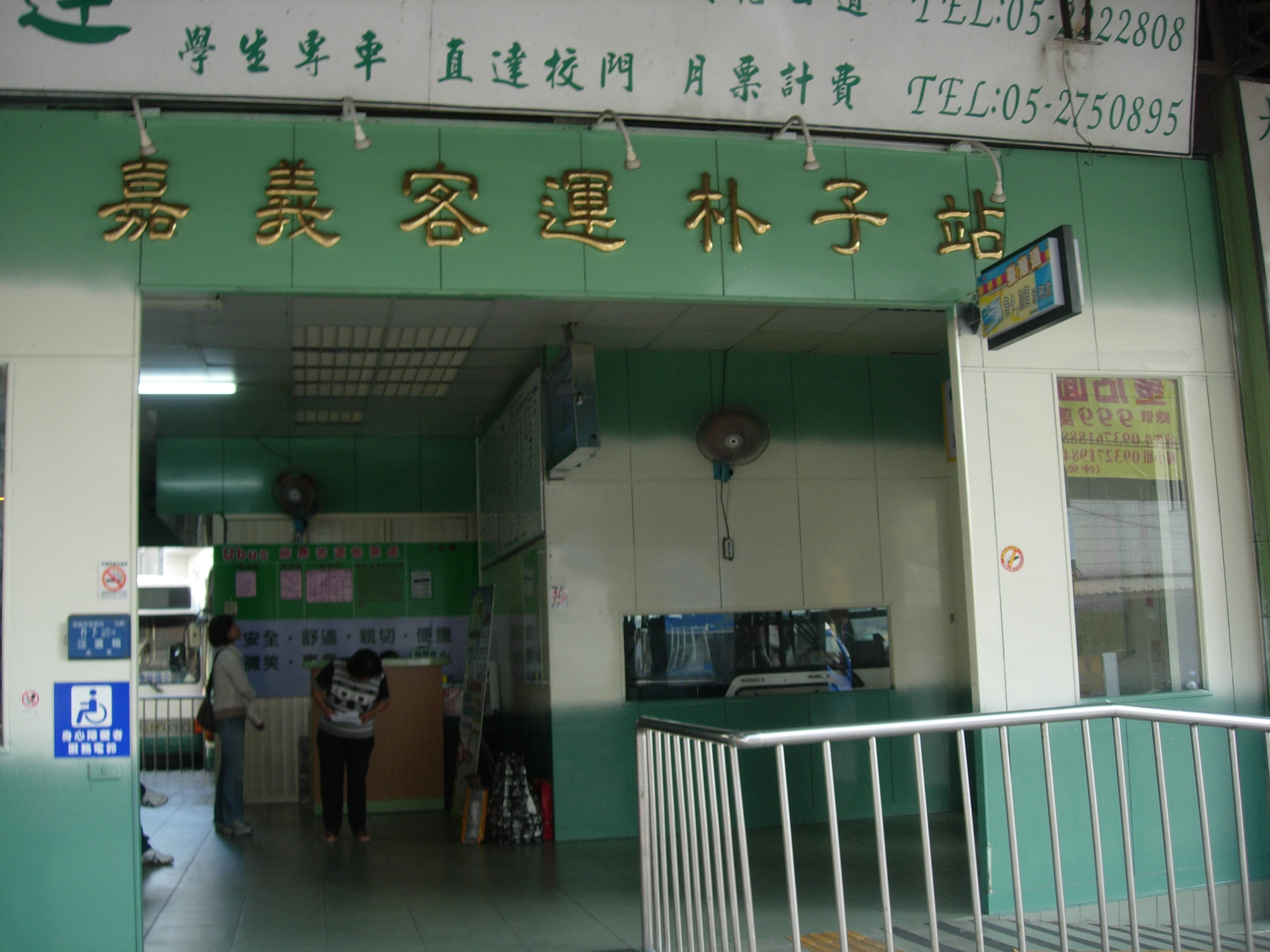
朴子站正面

- - 北港
    - 六腳

  - 塭港（東石）
    - 型厝

  - 布袋
  - 嘉義
    - 太保
- - 北港（蒜頭）朴子站正面
    - 雙溪口

  - 港墘厝
    - 副瀨

  - 海埔地
    - 鰲鼓

  - 網寮

## 過往停靠路線
| 編號 | 經營業者 | 區間         | 備註                                                                   |
| ---- | -------- | ------------ | ---------------------------------------------------------------------- |
| 7205 | 嘉義客運 | 嘉義－朴子   | 經由竹子腳(嘉義交流道)                                                 |
| 7206 | 嘉義客運 | 嘉義－塭港   | 經由水上、太保                                                         |
| 7209 | 嘉義客運 | 嘉義－布袋   | 經由水上、太保                                                         |
| 7225 | 嘉義客運 | 朴子－海埔地 | 經由朴子林內                                                           |
| 7226 | 嘉義客運 | 朴子－北港   | 經由雙溪口、蒜頭 2024年3月14日起停駛                                   |
| 7227 | 嘉義客運 | 朴子－網寮   | 經由朴子醫院、栗仔崙                                                   |
| 7228 | 嘉義客運 | 朴子－港墘厝 | 經由副瀨、海埔、洲仔、港墘、朴子醫院                                   |
| 7231 | 嘉義客運 | 朴子－北港   | 經由六腳、港尾寮                                                       |
| 7233 | 嘉義客運 | 朴子－塭港   | 經由朴子醫院、圍潭村、東石、型厝 假日部分班次繞駛東石漁人碼頭          |
| 7234 | 嘉義客運 | 朴子－布袋   | 經由布袋過溝                                                           |
| 1638 | 統聯客運 | 東石－台北   | 經由嘉義縣政府、嘉義長庚紀念醫院、太保、大林；為國道客運，行經國道一號 |
| 1639 | 統聯客運 | 布袋－台北   | 經由嘉義縣政府、嘉義長庚紀念醫院、太保；為國道客運，行經國道一號       |

## 資料來源
1. ↑  .   [2011-11-01]. （原始内容存档于2020-10-01）.
2. ↑  朴子市志　463頁